# 米蕾拉·楚古尔兰
米蕾拉·楚古尔兰（羅馬尼亞語：Mirela Țugurlan，1980年9月4日—），罗马尼亚前女子竞技体操运动员。她曾代表罗马尼亚获得1996年夏季奥运会体操比赛女子团体全能铜牌。